# Kazuń Nowy
Kazuń Nowy (früher Kazuń Niemiecki, Deutsch Kazun oder Deutsch Kazan) ist eine Ortschaft der Gemeinde Czosnów im Powiat Nowodworski der Woiwodschaft Masowien in Polen.

## Geographie
Kazuń Nowy liegt etwa 34 km nordwestlich von Warschau am südlichen, linken Ufer der Weichsel, gegenüber der Mündung der Narew und der Stadt Nowy Dwór Mazowiecki. Durch den Ort verlaufen die Staatsstraßen DK 7 sowie DK 85.
Der Ort ist zwischen zwei Schulzenämtern geteilt: Kazuń Nowy-Osiedle und Kazuń Nowy-Sady.

## Geschichte

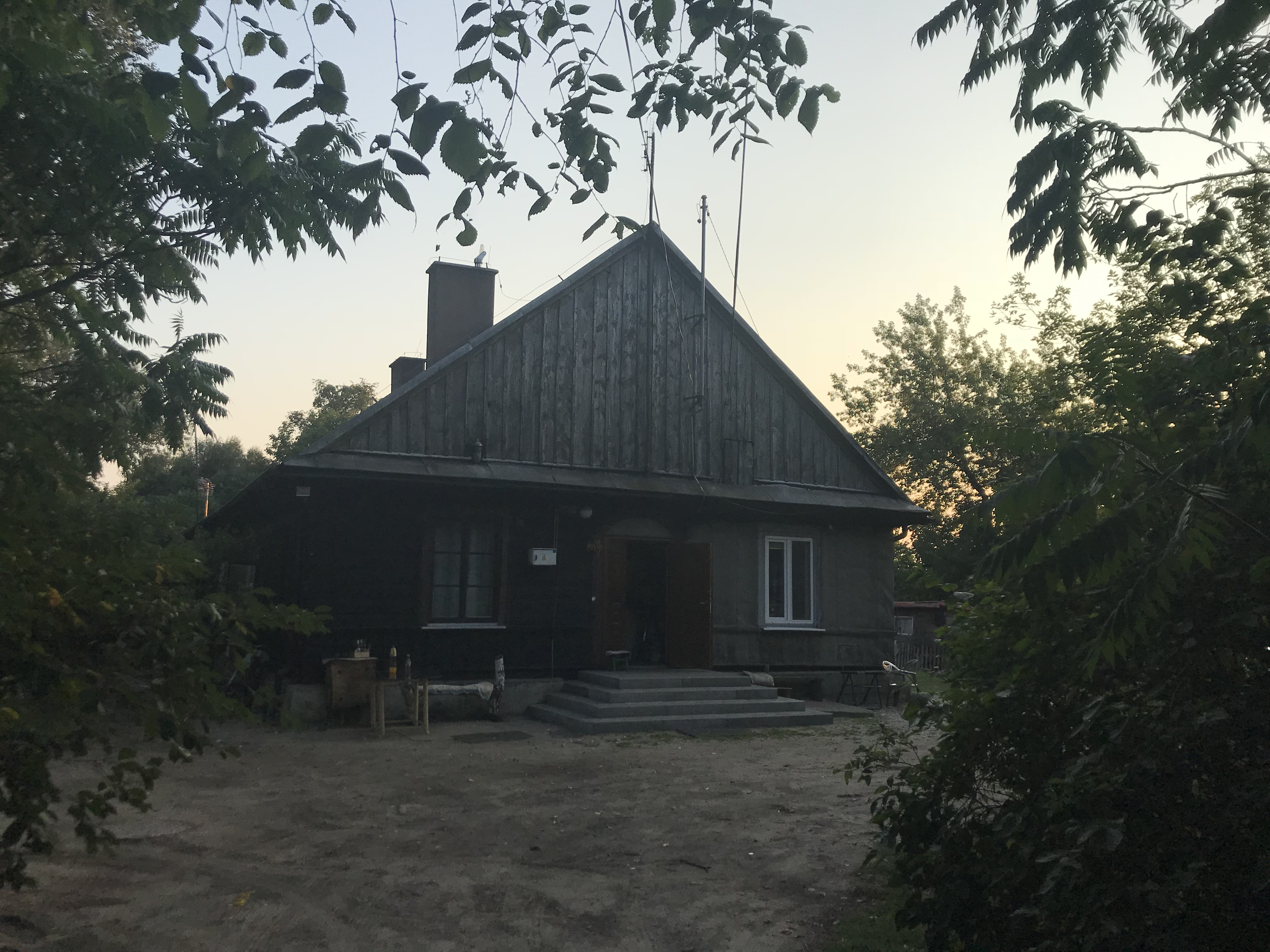
Mennonitisches Bethaus

Das Dorf Cazom konnte schon vor dem Jahr 1166 erstmals urkundlich erwähnt worden. Der Name ist vom Personennamen *Kazom (eine Form des Namens Kasimir) mit dem Suffix -jь abgeleitet.
Ab 1526 war das Dorf im königlichen Besitz. 1764 siedelten sich im nördlichen Teil des Dorfs, näher der Weichsel Mennoniten an. Zuerst wurde die Siedlung Holendry (deutsch Holländer, Hauländer) genannt, im frühen 19. Jahrhundert als Kazuń Niemiecki (Deutsch-Kazun, im Gegensatz zu Kazuń Polski, etwa Polnisch-Kazun), im 20. Jahrhundert Nowy Kazuń bzw. Kazuń Nowy.
Am 1. Juli 1764 unterschrieb Jan August Hylzen (Woiwode von Minsk) mit den Kolonisten Bartel, Kohnert, Schroeder, Klaus und Dauter einen Vertrag, um Wald an der Weichsel für eine neue Siedlung zu roden. Anfänglich gab es 23 Familien, neue Wellen der Siedler kamen in den Jahren 1773 und 1786. Die Siedler kamen aus dem Kulmerland und aus der Region um Thorn. 1795, im Jahr der dritten Teilung Polens, gab es 15 Familien (67 Personen), 1827 stiegen diese Zahlen auf 41 bzw. 314. In den Jahren 1795 bis 1807 gehörte es zur Provinz Südpreußen. Im Jahr 1798 wurde eine deutsch-evangelische Schule für 38 Kinder eröffnet. Deutsch-Kazan war damals eine der drei Mennoniten-Zentren in Masowien. Nach dem Erlaubnis der Verwaltung Kongresspolens aus dem Jahr 1823 wurde das mennonitische Bethaus erbaut. Die Gemeinde wurde bis 1833 von Peter Schroeder geleitet.
1891 wurde die Kirche wieder abgerissen, da sie von Überschwemmungen der Weichsel bedroht war, am 30. Oktober 1892 konnte schließlich ein neues, von einem Damm geschütztes Kirchengebäude eingeweiht werden, auch dieses wurde im Ersten Weltkrieg zerstört, konnte aber 1924 wieder aufgebaut werden. Die Gemeinde Deutsch-Kazun hatte zeitweise bis zu zehn Tochtergemeinden, vor dem Ersten Weltkrieg zählte die Gemeinde 375 getaufte Mitglieder, von denen etwa die Hälfte in Kazun selber lebte.
Im 19. Jahrhundert wurde die Fort VII der Festung Modlin dort erbaut. Eine der Spuren der Anwesenheit der russischen Soldaten ist die ehemalige orthodoxe Kirche aus dem Jahr 1900.
1923 wurde in Kazun neben der schon bestehenden Gemeinde eine Mennonitische Brüdergemeinde gegründet.
1918, nach dem Ende des Ersten Weltkriegs wurde es Teil Polens. Unterbrochen wurde dies nur durch die Besetzung Polens durch die Wehrmacht im Zweiten Weltkrieg. Es gehörte dann zum Generalgouvernement.
Vor Beginn des Zweiten Weltkrieges wurde die Gemeinde Opfer der aufgeladenen nationalen Stimmung zwischen Polen und Deutschen. Am 7. September 1939 wurden acht Mitglieder der Gemeinde von polnischen Soldaten erschossen, weitere wurden vorübergehend inhaftiert. 1940 zählte die Gemeinde nur noch 260 getaufte Mitglieder. Am 30. August 1944 wurden die Mennoniten von Deutschen evakuiert.
Von 1975 bis 1998 gehörte das Dorf zur Woiwodschaft Warschau.